# Albert Serra
Albert Serra Juanola (pron. catalana:  [əlˈβɛrt ˈsɛrə i ʒwəˈnɔlə]; Banyoles, 9 ottobre 1975) è un regista, sceneggiatore, produttore cinematografico e montatore spagnolo, tra i cineasti più conosciuti a livello internazionale.

## Biografia
Nato nel 1975 a Banyoles, in Catalogna, all'età di 18 anni si trasferisce a Barcellona per dedicarsi allo studio di filologia ispanica, teoria della letteratura e storia dell'arte.
I suoi primi film di finzione, Honor de cavalleria, del 2006, e, El cant dels ocells, del 2008, sono riletture formaliste e minimaliste di storie ben note, rispettivamente il Don Chisciotte della Mancia e la Natività. 
A partire da Història de la meva mort, con cui vince il Pardo d'oro al Festival di Locarno nel 2013, l'ambientazione privilegiata per le sue opere diventa la Francia dell'ancien régime, sempre narrata col suo consueto stile. Nel 2016 dirige Jean-Pierre Léaud nel crepuscolare La Mort de Louis XIV, che segna anche il suo primo film realizzato fuori dalla Catalogna. Nel 2022 è in concorso al Festival di Cannes con Pacifiction - Un mondo sommerso, pellicola che è stata eletta dalla prestigiosa rivista di critica cinematografica francese Cahiers du Cinema il miglior film del 2022.

## Filmografia

### Lungometraggi
- Crespià, the Film not the Village (2003)
- Honor de cavalleria (2006)
- El cant dels ocells (2008)
- El senyor ha fet en mi meravelles (2011)
- Història de la meva mort (2013)
- La Mort de Louis XIV (2016)
- Roi Soleil (2018)
- Liberté (2019)
- Pacifiction - Un mondo sommerso (Pacifiction - Tourment sur les îles) (2022)
- Tardes de soledad (2024)

## Teatro
- Liberté (2018)

## Premi e riconoscimenti
- Festival di Cannes
  - 2019 – Premio Speciale della Giuria sezione Un Certain Regard per Libertè
  - 2022 – In concorso per la Palma d'oro con Pacifiction - Un Mondo Sommerso
- Locarno Festival
  - 2013 – Pardo d'oro per História de la meva mort
- Cahiers du Cinema
  - 2006 - 7º posto nella classifica "10 migliori film dell'anno" per "Honor de cavalleria"
  - 2022 - Miglior film dell'anno per "Pacifiction - Un mondo sommerso"
- Premio Lumière
  - 2023 - Miglior regista - Pacifiction - Un mondo sommerso (Pacifiction - Tourment sur les îles)
- Premio César
  - 2023 - Candidatura miglior regista - Pacifiction - Un mondo sommerso (Pacifiction - Tourment sur les îles)